# System Shock (2023)
System Shock (укр. Системний збій) — пригодницька рольова відеогра 2023 року, розроблена студією Nightdive Studios і видана компанією Prime Matter 30 травня 2023 року для Microsoft Windows, Linux, macOS, PlayStation 4, PlayStation 5, Xbox One, Xbox Series X/S. Це римейк однойменної відеогри 1994 року, розробленої компанією Looking Glass Technologies.

## Сюжет
Події відеогри System Shock розгортаються у 2072 році — головного героя, безіменного хакера, спіймали при спробі, шляхом зламування корпоративної мережі, отримати доступ до файлів «Цитаделі», космічної станції, яка розташована поблизу орбіти Сатурна. Станція належить компанії «ТріОптимум», яку очолює Едвард Дієґо. Чоловік пропонує безіменному герою угоду: з нього знімаються всі звинувачення і він отримує потужний церебральний імплант, натомість хакер має зняти зі штучного інтелекту, на ім'я ШОДАН, усі моральні та етичні обмеження. Протагоніст погоджується на угоду, а після виконання завдання йому встановлюють нейроімплант. Він упадає в піврічну лікувальну кому та прокидається в медичній капсулі у стінах тієї ж «Цитаделі». Під час дослідження станції головний герой усвідомлює, що він — єдина жива людина на борту. Місією гравця є запобігти планам ШОДАН розповсюдити свій вірус на Землі та знищити людство, перетворивши їх у своїх рабів.

## Огляди
| Агрегатор  | Оцінка |
| ---------- | ------ |
| Metacritic | 75/100 |

| Видання        | Оцінка |
| -------------- | ------ |
| Destructoid    | 9/10   |
| Eurogamer      | [ 5 ]  |
| GamesRadar+    | [ 6 ]  |
| PC Gamer (США) | 80/100 |
| PCGamesN       | 7/10   |
| Shacknews      | 8/10   |
| VG247          | [ 10 ] |

System Shock отримала «загалом схвальні» відгуки, згідно з агрегатором рецензій Metacritic.
Polygon похвалили візуальну складову, заявивши, що «це виглядає так, як ігри 1994 року». Вони також прокоментували, що «в Dishonored можна побачити лінію від Цитаделі аж до берегів Данволла».
PC Gamer прокоментували, наскільки точно гра адаптувала оригінальну гру, називаючи це як позитивним, так і негативним елементом дизайну гри: «Я іноді ловив себе на думці, що в деяких частинах Nightdive намагалася адаптувати дух, а не форму оригінальної гри», але в кінцевому підсумку все одно назвали гру «найкращим способом грати в System Shock у 2023 році й надалі».
Eurogamer похвалили ШОДАН і «жахливі» образи гри, водночас критикуючи елементи імерсивного симулятора, заявивши, що, хоча «зазвичай є нехитрий вихід зі складних ситуацій», наявні інструменти не «надихають на послідовне творче розв'язання проблем, яке справді змушує імерсивний симулятор співати».
GamedevDou підсумовуючи, назвали римейк «непоганим, але націленим виключно на шанувальників жанру, фанатів класичної фантастики та гардкорних геймерів» та поставили оцінку 6 з 10. Сильними сторонами гри є, на думку редактора інтернет-видання, рівні, атмосфера та «винахідливі мініігри та сутички у кіберпросторі». Натомість слабкими сторонами є «примітивна» бойова система, «вторинний» сюжет і «застарілий» візуальний стиль, що може відлякати деяких користувачів.
Артем Лисайчук з ITC.ua оцінив проєкт на 4 зірки з 5: «дослівний рімейк класичного System Shock зі збереженням усіх переваг та недоліків оригіналу». Загалом, на думку редактора, гра має свої унікальні переваги, такі як імерсивність, дослідження світу та піксельний стиль графіки. Проте, варто врахувати, що бойова система може не всім сподобатися, а для новачків жанру може бути складним завданням освоєння всіх механік гри.